# Traverse du Cimetière des Juifs
La traverse du Cimetière des Juifs est une voie marseillaise située dans le 6e arrondissement. 

## Situation et accès
Elle va de l'avenue de Delphes jusqu'à l'avenue de Toulon.
La rue est située à proximité de la place Castellane. Il est donc possible de rejoindre les lignes   et   du métro à la station Castellane.

## Origine du nom
Le nom rappelle que cette voie conduisait au cimetière juif de Marseille.

## Historique
La rue jouxte un terrain qui était destiné dès le XVIIIe siècle à enterrer les corps de l'hôpital Saint-Eutrope. Les religieux décident cependant de transporter les ossements restants vers le cimetière de la Capelette. À partir de 1783, c'est une petite partie de la communauté juive de Marseille (jusqu'ici non officiellement reconnue) qui utilise le terrain pour enterrer les corps de ses membres. Ce n'est toutefois qu'en 1807 qu'a lieu la première inhumation officielle.